# Phyllanthus microcladus
Phyllanthus microcladus är en emblikaväxtart som beskrevs av Johannes Müller Argoviensis. Phyllanthus microcladus ingår i släktet Phyllanthus och familjen emblikaväxter. Inga underarter finns listade i Catalogue of Life.